# Qingdao Haili Helicopters
Qingdao Haili Helicopters — китайская частная авиастроительная компания, специализирующаяся на разработке и производстве лёгких вертолётов. Основана в 2007 году, штаб-квартира и основные производственные мощности расположены в городе Циндао. Контрольный пакет акций Qingdao Haili Helicopters принадлежит компании Superior Aviation Beijing (совместное предприятие китайского бизнесмена Чэн Шэньцзуна и пекинского муниципального инвестиционного холдинга Beijing E-Town). 

## История
Qingdao Haili Helicopters основана в 2007 году китайским бизнесменом Чэн Шэньцзуном как совместное предприятие компаний Brantly International, Qingdao Wenquan International Aviation Investment и Qingdao Brantly Investment Consultation. После приобретения имущества американской компании Brantly International (округ Даллас) в 2009 году в Циндао было налажено производство двухместной модели лёгкого вертолёта Brantly B-2. В 2010 году компания Чэн Шэньцзуна Superior Aviation Beijing приобрела техасского производителя дизельных и бензиновых авиадвигателей Superior Air Parts. 
В 2011 году Superior Aviation Beijing объединила под своим крылом Qingdao Haili Helicopters, Weifang Tianxiang Aviation Technology и Brantly International. В том же 2011 году Qingdao Haili Helicopters совместно с компаниями Weifang Tianxiang Aerospace Industry и China National Aero-Technology Import & Export Corporation наладила производство модели V750 — беспилотной версии вертолёта Brantly. В 2012 году Qingdao Haili Helicopters приостановила производство модели B2-B из-за плохих экспортных продаж, но позже возобновила сборку вертолёта в своих цехах.
В июне 2016 года беспилотный вертолёт V750 успешно выпустил противотанковые ракеты по наземным целям, после чего был принят на вооружение китайской армии. Другие модели производства Qingdao Haili Helicopters активно используются полицией, пограничниками, таможней, специальными и спасательными службами Китая.

## Продукция
Qingdao Haili Helicopters производит лёгкий двухместный вертолёт Brantly B-2B и беспилотный лёгкий вертолёт V750. Лёгкие вертолёты Qingdao Haili Helicopters используются для обучения пилотов, патрулирования границы и побережья, полицейских и спасательных операций, охраны лесов и дорог, аэрофотосъёмки, деловых и туристических поездок, в сфере сельского хозяйства и медицины (распыление удобрений, осмотр угодий, перевозка больных и органов для трансплантации). Беспилотные вертолёты V750 выпускаются как в гражданской версии, так и в военной версии для уничтожения танков и другой техники противника. Компания является третьим по величине производителем вертолётов в Китае после Harbin Aircraft Industry Group и Changhe Aircraft Industries Corporation.